# Dagobert I
Dagobert I (n. 611 d.Hr. – d. 19 ianuarie 639 d.Hr., Saint-Denis⁠(d), Île-de-France, Franța) a fost un rege al francilor din dinastia merovingiană. Fiul lui Clotaire al II-lea (584-629) și stră-stră-strănepot al lui Clovis I, el a domnit în Austrasia între anii 623 și 632 și a fost rege al francilor din 629 până în 639. În această perioadă, el și-a avut reședința în cea mai mare parte în jurul Parisului, în special la Clichy (în departamentul actual Hauts-de-Seine). Deja slăbit în timpul domniei sale, puterea monarhică a trecut în mâinile majordomilor palatului de la moartea sa.
El a rămas în amintire prin cântecul popular "Le Bon Roi Dagobert", care îl prezintă alături de contemporanul său, Sfântul Eligius.

## Context istoric
Domnia lui Dagobert se desfășoară aproximativ 130 de ani după cea a lui Clovis I și cu aproximativ 120 de ani înainte de urcarea pe tron a carolingianului Pepin cel Scurt. Dagobert îl succede pe tatăl său, Clotaire al II-lea; acesta din urmă a unificat teritoriile franțe care erau anterior împărțite între nepoții lui Clovis. Prin urmare, Dagobert domnește peste un regat unificat. Cu toate acestea, trebuie să țină seama de nobilimea austrasiană, care a știut să-și valorifice ajutorul oferit lui Clotaire al II-lea împotriva Brunhildei.

### Dinastia merovingiană de la Clovis până la Dagobert
Domnia lui Clovis (481-511) a stabilit dominația francilor asupra celei mai mari părți a Galiei ex-romane. La moartea lui Clovis, regatul este împărțit între cei patru fii ai săi, apoi reunificat în jurul anului 555, extins cu Burgundia, de către Chlothar I.
La moartea acestuia aduce un nou împărțire între cei patru fii ai săi: unul, Caribert, moare în 567; Guntram, rege al Burgundiei, rămâne într-o oarecare măsură în afara conflictului, început în jurul anului 570, între cuplurile Sigebert-Brunhilda (regatul Metz) și Chilpéric-Fredegund (regatul Parisului, Neustria); Sigebert este asasinat în 575, Chilpéric în 584; el lasă un fiu de câteva luni, Clotaire, care triumfă în 613 cu execuția Brunehildei și a urmașilor ei. El reunește astfel regatul franc. Cu toate acestea, sub presiunea nobililor austrasieni, începând din 623, el trebuie să încredințeze regatul Austrasiei fiului său Dagobert, care îi succede ca rege al francilor în 629.

### Lumea pe vremea lui Dagobert
Sub domnia lui Dagobert, regatul franc acoperea vechea Galie, precum și dependențe în Germania, în special Bavaria. Aici se afla în contact cu popoare încă păgâne: frizonii, saxonii și alamanii în Germania, avarii în Panonia (actuala Ungarie).
La nord, Anglia actuală era divizată între diferite regate anglo-saxone (Kent, Mercia, etc.), dintre care unele încă mai erau păgâne.
La sud-est Italia era în mâinile longobarzilor (regatul longobard, ducatele de Spoleto și Benevento), dintre care mulți încă erau arieni sau păgâni, și a Imperiului Bizantin (Exarhatul de Ravenna, care includea Roma, sediul papalității; Sicilia și sudul Italiei).
La sud-vest, Spania era în mâinile vizigoților (regatul Toledo, de unde provine regina Brunhilda).
Cea mai mare putere a acelei epoci era Imperiul Bizantin (cu capitala la Constantinopol), care controla, pe lângă provinciile italiene, sudul Balcanilor, Orientul Mijlociu și Nordul Africii. Anul 630 este important pentru viitorul acestor regiuni: este anul capturării Meccăi de către musulmanii din Medina, marcând astfel începutul cuceririlor musulmane; profetul islamului, Mahomed, moare în 632.

### Pepinizii și Arnulfizii pe vremea lui Dagobert
Pepinizii și Arnulfizii, strămoșii Carolingienilor, constituiau două familii importante încă de la acea vreme în Austrasia. Printre ei, trebuie menționați majordomul palatului Pepin de Landen și Sfântul Arnoul. Din alianța și căsătoria lor a rezultat familia carolingiană. Aceste familii dețineau numeroase domenii, în special în valea Meusei (Herstal, Jupille, etc.). După Dagobert, majordomul palatului din Austrasia, Neustria sau Burgundia au jucat un rol tot mai important, în detrimentul regilor din familia merovingiană.

## Biografie[14]·[n 7]·[n 8]·[n 9]

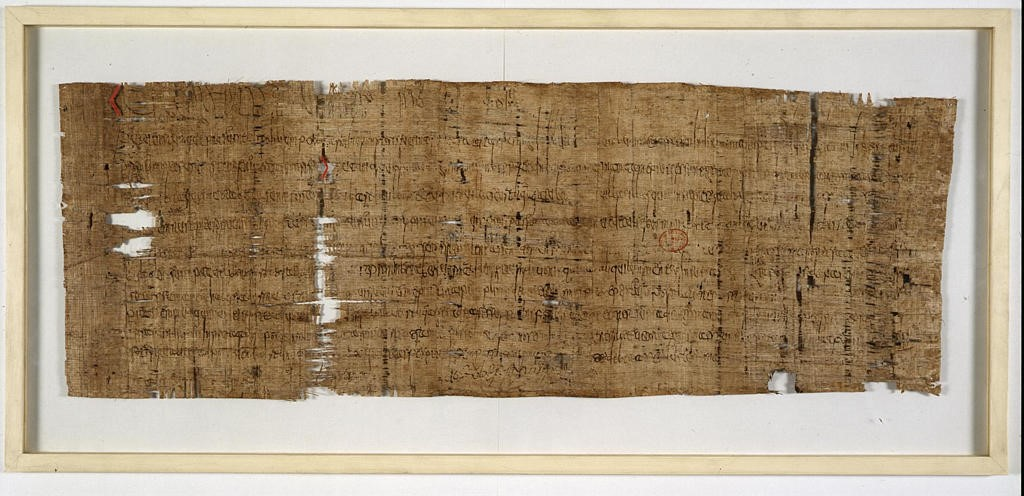
Diploma lui Dagobert I (628).

Dagobert a fost fiul lui Clotaire al II-lea (fiul lui Chilperic I și stră-strănepot al lui Clovis I). Mama sa se numea Bertrude.
La vârsta de nouă ani, Bertrude îl trimite, împreună cu fratele său vitreg Charibert, la castelul Reuilly, la est de Paris. Acolo este educat de către clerici care îi predau limba latină și istorie. La zece ani, învață să meargă călare, practică sportul și folosește armele. De asemenea, se ocupă ca hobby de anumite activități manuale precum tâmplăria și dulgheria. În 615, se alătură curții tatălui său rege, cu care menține relații dictate de rațiunea de stat, pentru a urma instruirea la Școala Palatului unde își îmbogățește cunoștințele politice și administrative.
În 618, la câteva luni după moartea lui Bertrude, soția lui Clotaire, acesta, tatăl lui Dagobert, se recăsătorește cu Sichilde, care era guvernanta lui Caribert. Dagobert o privește ca pe o intrigantă care încearcă să-l favorizeze pe Caribert, în timp ce o suspectează că ar fi fost amanta tatălui său. Împreună cu fratele său Brodulf (sau Brunulf), ea încearcă să obțină o moștenire egală între cei doi fii ai lui Clotaire, în timp ce Caribert este exclus din succesiunea regală din cauza incapacității sale de a domni. În 621, la cei cincisprezece ani ai lui Caribert, Sichilde obține de la Clotaire o donație de mici domenii disparate și îndepărtate unele de altele, formând comitate gestionate de intendenți regali, pentru fiecare dintre cei doi fii ai săi. Vârsta majoratului le este acordată ambilor prinți, eliminându-li-se guvernarea. În schimb, este numit câte un mareșal al palatului pentru fiecare dintre ei, deși nu domnesc niciun regat. Harmaire este atribuit lui Caribert, iar în ceea ce-l privește pe Dagobert, i se permite să aleagă: el propune pe ducele Ega, care, pe lângă faptul că are o reputație bună, participă la formarea sa la școala palatului; acesta din urmă acceptă și propunerea este aprobată de rege. Brodulf și Sichilde se străduiesc să-l țină pe Dagobert cât mai departe posibil de curte, astfel încât regele să acorde mai multă atenție lui Caribert, îndemnându-l pe Clotaire să-l trimită pe Dagobert în diverse locuri din întreaga Galie: în Austrasia, Burgundia și Neustria. Aceasta îi permite lui Dagobert să cunoască regiunile regatului cu particularitățile lor, să întâlnească oameni din toate condițiile și să viziteze tot felul de locuri, să stabilească relații și să fie perceput ca delegat al coroanei.
În 622, el participă la consiliul regal, unde ia parte la deciziile guvernamentale fiind consultat de către tatăl său și de miniștrii săi. El recomandă extinderea imunităților, acordând un decret regal de imunitate proprietarilor de domenii, refuzând accesul la domeniu oricărei persoane străine în afară de rege pentru a limita puterea nobililor din regat care uzurpă puterea regelui pentru a-și exercita jurisdicția în detrimentul său și pentru a confisca puterile judiciare, precum și bunuri, taxe, capitații, recolte etc. De asemenea, promovează recomandări pentru a asigura o ierarhizare mai bună a feudalismului: un senior primește omagiul unui războinic sau a unui șef care depune jurământ de fidelitate și oferă serviciile sale în schimbul beneficiilor și protecției seniorului. O protecție specială și obligații specifice sunt atribuite celor care se recomandă regelui. Leudele sunt recomandările care își plasează pământurile sub protecția regelui și, în schimb, regele le oferă altele.
Cu scopul de a crește producția agricolă a țăranilor liberi, conceptul de origine romană al prekariilor este răspândit: un proprietar de teren acordă exploatarea unui teren unui țăran liber pentru un anumit număr de ani, în care acesta poate face ce dorește cu recolta. În schimb, țăranul trebuie să amenajeze și să întrețină pământul. La expirarea termenului de exploatare, proprietarul beneficiază de amenajările și construcțiile realizate.
Pentru a fidelizează vasalii la monarhie, pot fi acordate beneficii: folosința unui domeniu, pentru o perioadă determinată de cel puțin cinci ani și adesea pe viață, este atribuită unui favorit al regelui în schimbul serviciilor prestate.

### Regele Austrasiei

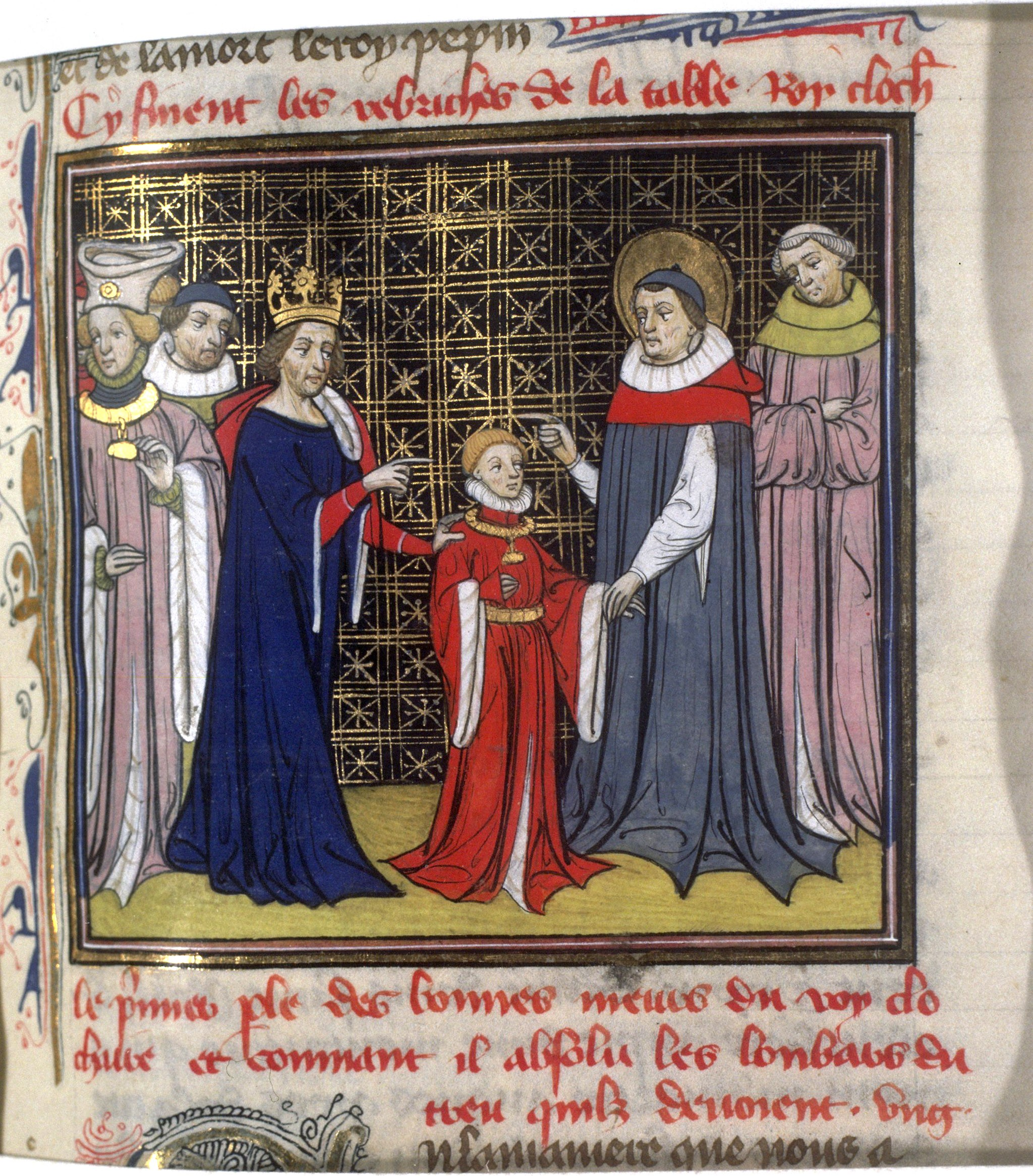
Clotaire al II-lea, Dagobert I și Sfântul Arnoul. Marele Cronici ale Franței. Paris, secolul al XIV-lea sau al XV-lea.

În anul 623, episcopul de Metz, Arnoul, cere vizita regelui, dar acesta preferă să trimită pe Dagobert. Arnoul observă că austrasienii sunt invidioși pe neustrienii care beneficiază de prezența monarhului și se simt nedreptățiți. De asemenea, ei doresc prezența regelui în teritoriul lor, dar Clotaire refuză. Cu toate acestea, cedând revendicărilor de autonomie ale nobililor din Austrasia, el numește pe Dagobert vicerege al acestui teritoriu (cu excepția regiunilor la vest de Ardeni și Munții Vosgi; văile Haute-Meuse, Haute-Marne, Aisne, Champagne. Orașele Verdun, Toul, Châlons și Châlons-en-Champagne, de asemenea excluse, sunt declarate "orașe regale" și sunt subordonate doar regelui) ca asociat la coroană cu delegare de autoritate. Această decizie este aprobată de Brodulf, care vede aici o ocazie de a-l îndepărta pe Dagobert și pe Harmaire, despre care Brodulf sugerează că ar comanda trupe pentru a calma tulburările cauzate dincolo de Rin de către ducele saxon Aighina. El locuiește alternativ la Metz și la Trier. Tutorii săi vor fi majordomii palatului Pepin de Landen, Sfântul Arnoul și Cunibert (sau Chunibert), episcop de Köln, care sunt deja conducătorii efectivi ai teritoriului. Educația sa este orientată în mod să răspundă nevoilor Bisericii, și nu poate să se despartă de compania lui Arnoul în așa măsură încât să amenințe să-și omoare fiii dacă acesta îndrăznește să ducă o viață de eremit.
El se dedică îmbunătățirii sistemului judiciar pentru a extinde competențele regelui prin implementarea unor reforme. Wergeld-ul ("prețul omului") pentru aceeași categorie socială este aproape echilibrat, indiferent de originea oamenilor, iar condițiile de stare civilă, familie și succesiuni se uniformizează. În conformitate cu edictul din 614, impune ca în timpul judecăților, un episcop sau un cleric să intervină în timpul dezbaterilor sau deliberărilor pentru a reduce injustiția. Nobilii de palat sau clericul pot cere reconsiderarea sentințelor și pot face apel. El împinge pentru periodizarea regulată a sesiunilor, menținerea juriilor populare, desemnarea de consilieri-auditori competenți cu mandate pe termen lung. Referendarul specializează juriștii pe care regele îi solicită. Lasă cancelarul-referendar să promoveze în cancelarie magistrați pentru misiuni juridice sau de inspecție. Acuzații, apărători și reclamanți se pot baza pe martori, garanți sau cauțiuni. Problemele legate de văduve, orfani și deposedați sunt supuse clericilor, care au misiunea de reprezentare și consiliere. Consilierii-auditori care nu sunt convocați la o sesiune pot asista sau reprezenta în instanță părțile. Pagii (unitatea administrativă principală a statelor regatului, unde nobilii exercită jurisdicția regelui) au dimensiuni variabile, împiedicând astfel conteii să asigure reprezentarea regelui la fiecare audiență a diferitelor centre judiciare. Astfel, comitatele sunt împărțite în vicariate unde sunt numiți vicari, care prezidează tribunalele locale, sub autoritatea contelui. Cazurile importante sunt prezidate direct de către nobili. Nobilii și vicarii trebuie să desemneze juriști și clerici din anturajul lor pentru asistență. Nobilii înșiși recurg la vicari pentru afacerile curente și pentru a-i înlocui în timpul deplasărilor lor.
Chrodoald, un aristocrat bavarez din familia Agilolfingilor, proprietar al unui domeniu la vest de Trier, desfășoară un trafic de mărfuri cu ducatele aliate din Est și își extinde influența în detrimentul celei a regelui, pentru a constitui un stat independent. De asemenea, refuză să plătească impozitul către Pépin de Landen, căruia i-a cumpărat unii dintre ofițerii săi, și nu se supune aproape deloc banului. Arnoul dorește arestarea lui și un proces în fața tribunalului regal. Chrodoald se refugiază la Paris, la Clotaire, care îi cere lui Dagobert să renunțe la orice urmărire și să promită să-l lase să-și recâștige terenurile. Clotaire ar fi primit jurământ de la Chrodoald că nu va provoca tulburări. După consultarea lui Pepin, Arnoul, Harmaire, Anségisèle și a episcopului Clodulf de Metz, care este și consilier regal, Dagobert îi acordă iertarea. La întoarcerea la palatul din Metz, Chrodoald este asasinat de oamenii patricianului Harmaire la ordinul lui Dagobert. Clotaire își dă seama că a existat un acord între fiul său și anturajul acestuia. Amenință că îl va destitui dacă nu vine singur pentru pocăință și supunere. Dagobert profită de ocazie pentru a-și extinde autoritatea asupra Metzului și a Trierului. Trimite pe Cunibert la Clichy să-i ceară regelui Austrasia cu Champagne, Brie și orașele regale. Se organizează un comitet format din doisprezece nobili pentru a discuta acest lucru. În septembrie 626, se întâlnește cu tatăl său și se stabilește în vila regală de la Saint-Denis. Poate că în această dată sau în 625 își înfrumusețează mănăstirea.
Adunarea acordă în întregime Austrasia lui Dagobert, cu excepția Aquitaniei și a Provenței, care sunt în mod obișnuit asociate cu regii austrasieni. El este chemat de către tatăl său la Clichy, în prezența lui Amand și a lui Caribert, pentru recunoașterea oficială a regatului Austrasiei și pentru a depune jurământ de loialitate. Dar Clotaire impune condiția ca el să se căsătorească cu sora reginei Sichilde, Gomatrude, și că Caribert să se căsătorească cu Fulberte, cumnata lui Brodulf (existența lui Fulberte este contestată, face parte din așa numiții „Faux Mérovingiens”). Aceste căsătorii permit lui Sichilde și lui Brodulf să aibă membri ai familiilor lor ca regine. Căsătoria are loc în decembrie 626 la Clichy (Reuilly conform lui Frédégaire, astăzi în arondismentul 12 din Paris), iar Amand săvârșește uniunea. De asemenea, el îi unește pe Caribert și Fulberte câteva zile mai târziu.
Ducele Aighina trebuie să explice în fața lui Dagobert tulburările cauzate de soldații săi în afara ducatului său. El pune la îndoială modul în care sunt gestionate trupele sale de către patricianul Harmaire, iar un conflict izbucnește între ei. Aighina trebuie să depună jurământ de loialitate și este invitat la o adunare a nobililor, prezidată de Clotaire, care are loc între decembrie 626 și 627. Harmaire este asasinat în timp ce iese din sala mare a palatului regal. Asasinii fug, dar martorii îi recunosc pe oamenii din garda personală a lui Aighina, care s-a refugiat la Montmartre. Adepții lui Harmaire vor să se răzbune și asediază ducatul. Brodulf cere intervenția regelui, care convoacă pe Ega pentru a impune "pacea regală" între rivali. Aighina este destituit din ducatul său, care este transferat lui Berthoald, exilat la Montmartre împreună cu o mică gardă și cu acordarea unui mic domeniu ca rezidență forțată.

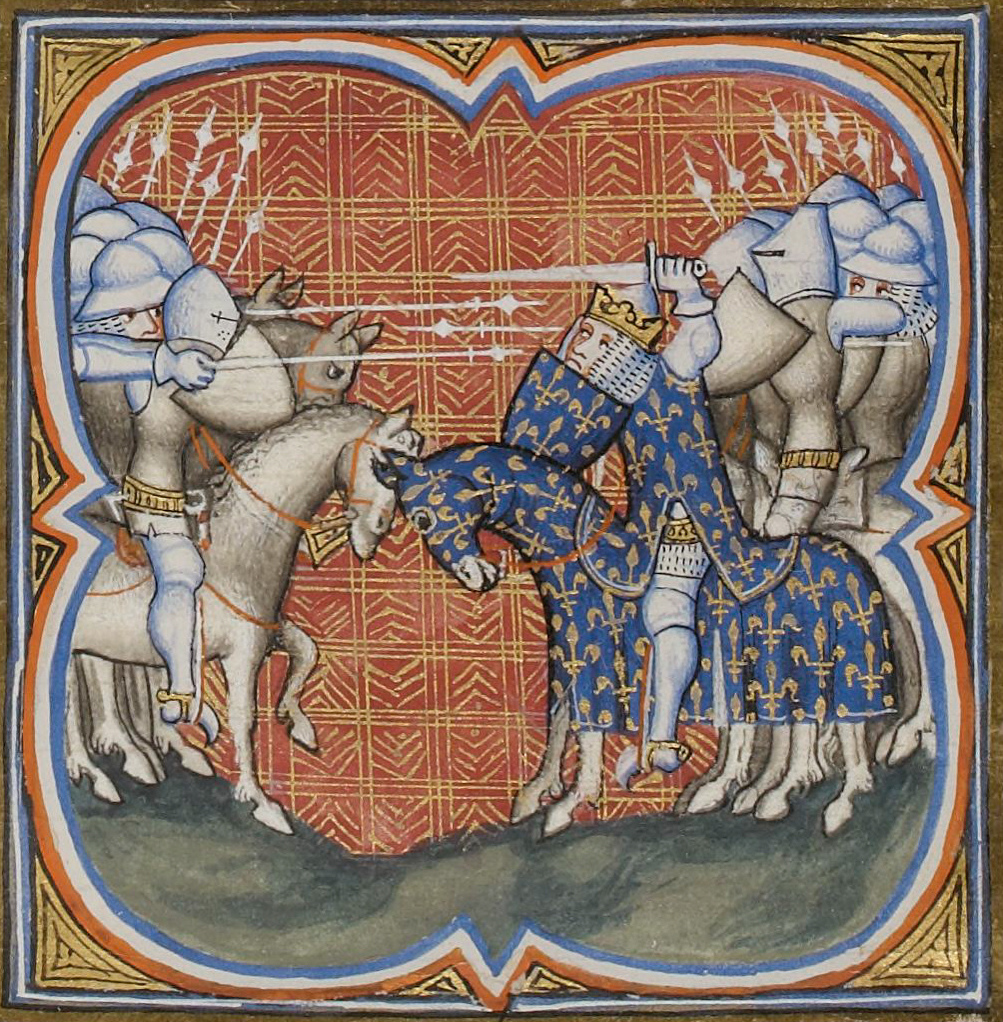
Bătălia dintre franci, comandată de regele Clotaire al II-lea, și Saxoni. Marile Cronici ale Franței de Carol al V-lea. Secolul al XIV-lea.

În aprilie 627, profitând de moartea lui Harmaire, care nu a fost încă înlocuit în funcțiile sale, saxonii conduși de Berthoald atacă Austrasia. Dagobert ridică banul și conduce trupele la Spa. În timpul bătăliei, cavaleriile inamice se confruntă, lăsând cei doi conducători față în față: Berthoald îl prinde pe Dagobert de păr și îi taie părul.
Dagobert solicită ajutorul lui Clotaire care, împreună cu Ega și armata neustriană, ajunge în apropierea la Aachen. Ducele se lansează cu cavaleria sa asupra trupelor armatei neustriene, încercând să le ia prin surprindere, dar Ega și oamenii săi, cu ajutorul sulițelor și lancelelor lor, îl capturează pe Berthoald și pun pe fugă trupele sale. Ega convoacă regele și pe fiul său și cere aplicarea legilor războiului în ceea ce privește trădătorii: Clotaire ordonă executarea lui Berthoald, care este decapitat.
În urma confruntărilor, Dagobert trebuie să reconstituie regatele Saxoniei și Turingiei.
În ceea ce privește aspectele fiscale, el ordonă restaurarea cadastrului și plata anuală a unei redevențe de către marile familii. Ridicările fiscale excepționale sunt eliminate, iar dreptul de a primi adăpost și ospitalitate, care permitea regelui și escortei sale să beneficieze de cazare și de întreținere, nu mai este atât de greu, iar compensații sunt acordate orașelor care îi găzduiesc. Zonele de staționare și posturile armate trebuie să primească compensații din partea provinciilor sau a țării în ansamblul ei. El încurajează nobilii să ofere o justiție mai neinteresată, sporind inspecțiile și modificările sentințelor. El acordă favoruri magistraților cinstiți. El dotează nobilii cu beneficii personale pe care ei încearcă să le facă ereditare.
Față la creșterea bunurilor ecleziastice, Cunibert și Clodulf informează regele, care promovează noi legi: în caz de fraudă electorală pentru numirea unui episcop, precum și pentru desemnările abuzive de diaconi și preoți, apelul poate fi făcut la rege. La fel se întâmplă în cazul în care un episcop nu își îndeplinește obligația de a asista pe cei nevoiași. Deoarece învățământul le revine de drept, le este încredințat să deschidă școli și să vegheze la formarea corespunzătoare a clericilor instructori, sub amenințarea de a li se pune în discuție privilegiile. Bunurile Bisericii au ca scop îmbunătățirea condițiilor țăranilor și creșterea randamentelor lor. Slujitorii, sclavii, văduvele și orfanii trec sub jurisdicția episcopilor, la fel și contractele de căsătorie și testamentele.

### Regele francilor

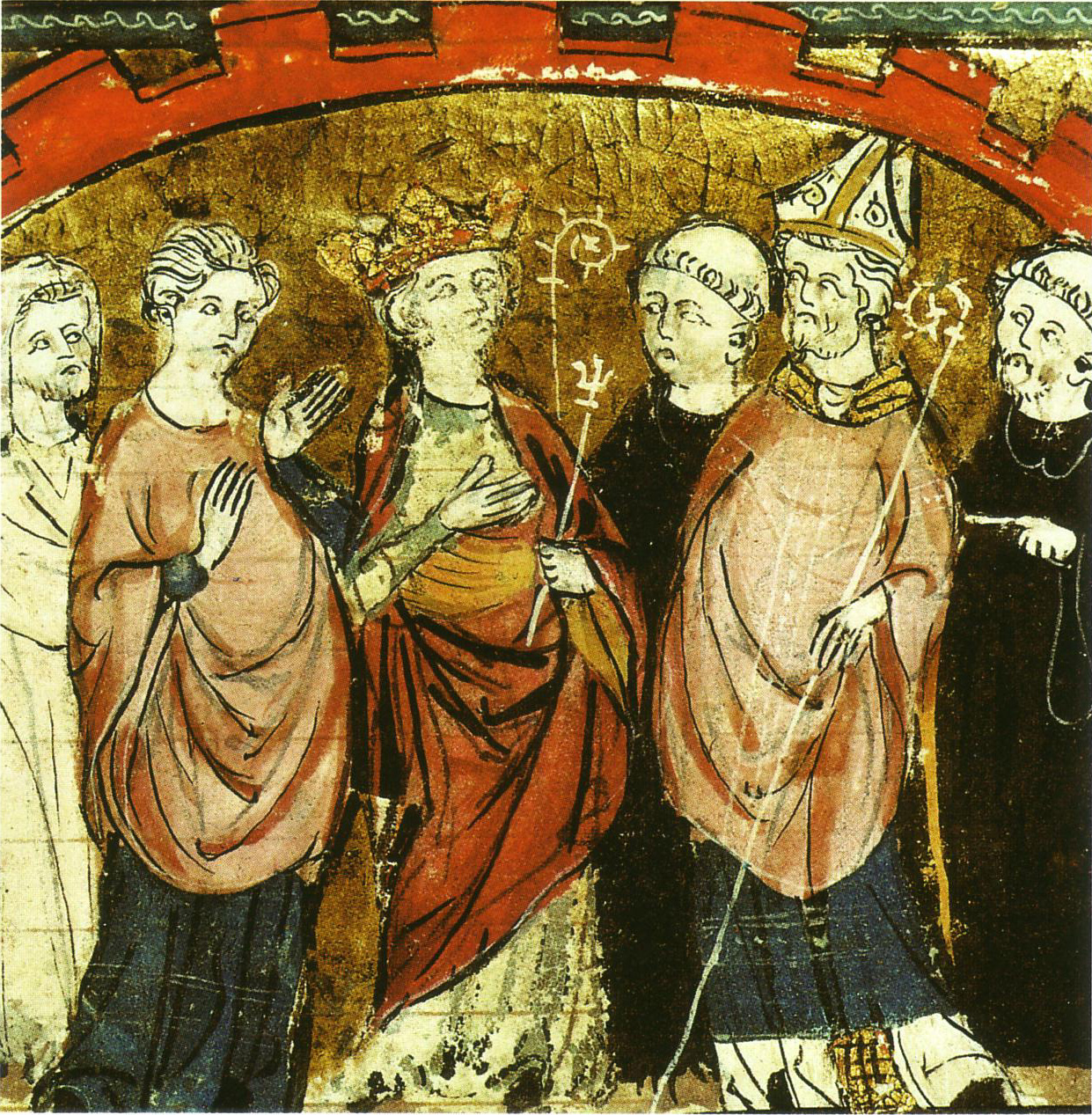
Dagobert primește regatul franc de la episcopii și nobilii din Burgundia,
Biblioteca municipală din Castres, secolul al XIV-lea.

Imediat după decesul lui Clotaire al II-lea (18 octombrie 629), un mesager îi transmite o invitație la funeraliile tatălui său la Paris. Regele este înmormântat în biserica Sfântul Vincent. În timp ce Sichilde se retrage în vila ei din Bonneuil, Brodulf explică că înainte de moartea sa, Clotaire ar fi lăsat regatul lui Caribert, cu sprijinul primarului palatului din Neustria, Landri. Dagobert cere mărturii și Brodulf afirmă că Landri și Amand sunt martori ai scenei. Ambii sunt chemați și îl contrazic: Landri spune că nu a primit instrucțiuni speciale, iar Amand a auzit doar un murmur al mărturisirii, fără legătură. Dagobert îi ordonă lui Brodulf să plece cât mai departe și cât mai repede posibil, ceea ce se întâmplă. În fața întregii curți, el își proclamă titlul regal, fiind numit rege al Burgundiei, apoi îl alungă pe Caribert din Neustria, forțându-l să jure să renunțe definitiv la Galia, Caribert urmând să îi succeadă în lipsa urmașilor. Câteva zile mai târziu, Landri moare și este înlocuit de Ega. El vizitează Neustria și Burgundia pentru a stabili reformele aplicate în Austrasia, apoi se stabilește în abația Saint-Denis.

Împărțirea regatului franc (628).

Ega și trezorierul regal Didier vin să-l vadă pentru a-i anunța că Aquitania se revoltă din cauza absenței regelui în această provincie. Comitatul Cahors este asediat de o grupare de răufăcători și de localnici, provocând lapidarea episcopului Rubique, fratele lui Didier, care încearcă să intervină. Didier este desemnat succesor al lui Rubique. Pentru a calma tensiunile, regele trebuie să fie reprezentat în Aquitania. Îndemnat de unchiul său Brodulf, Caribert cere ceea ce îi este datorat. Dagobert îi lasă doar regatul Aquitaniei ca teritoriu, creat special pentru această ocazie. Acest regat are ca capitală Toulouse și cuprinde sudul Aquitaniei (Ducatul Vasconiei) până la Munții Pirinei, cu orașele principale Agen, Cahors, Perigueux și Saintes. Ajutat de ducii Vasconilor și Aighinan, precum și de alți duci și comiți, el trimite trupe în principalele locuri de răscoală. El respinge Vasconii iberici și aliații lor Aquitani (Proto-basques), supunând autorității regale întreaga Aquitanie. Ducele Aighinan se instalează cu trupele sale la granița cu Pirineii. Când Caribert ajunge la Toulouse, primește un legat din partea lui Dagobert pentru a-i felicita pentru victorie.

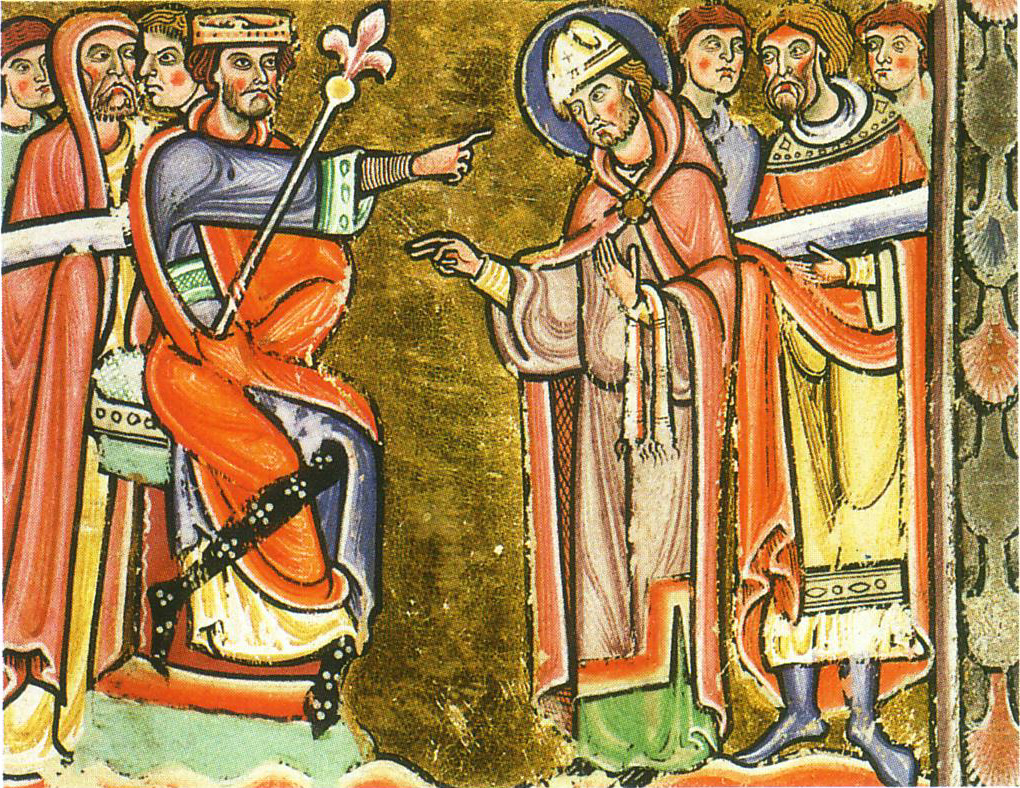
Sfântul Amand la curtea lui Dagobert. Biblioteca municipală din Valenciennes.

Dorind să-și repudieze soția, Gomatrude, care i-a fost impusă de către tatăl său, el convoacă referendarul Dadon, episcopul Amand și un ofițer din garda sa. Ofițerul este însărcinat să avertizeze regina că trebuie să se mulțumească să locuiască doar într-o aripă a vilei lor din Romilly și să rămână acolo. Apoi, regele însoțit de Dadon, Amand și de demnitari de rang înalt semnează actul de repudiere, lăsând reginei doar libertatea de a-și alege locul de reședință, însoțirea de servitori și posibilitatea de a primi o pensie din partea comitatului locului de reședință. Amand se opune acestei decizii și este destituit din funcțiile sale la curte pentru a fi trimis la Caribert, care acceptă să-l găzduiască. Dar în fața refuzului său, Dagobert numește pe Amand episcop fără scaun fix, dându-i misiunea de a evangheliza pe păgânii din Țara Bascilor. Cu ajutorul clericilor care îl însoțesc și al nobililor creștini locali, el înființează parohii, creează seminarii pentru predarea limbii romane și formarea diaconilor. După îndeplinirea misiunii sale, Caribert îl numește pe Amand capelanul său. Gomatrude este în cele din urmă repudiată și se refugiază în domeniul cumnatei sale, Bruère.
În 630, pentru a face dreptate și pentru a veni în ajutorul săracilor, Dagobert călătorește în Burgundia, vizitând mai multe orașe printre care și Saint-Jean-de-Losne, unde îl asasinează pe Brodulf. El își repudiază soția, Gomatrude, la Reuilly, și se căsătorește cu Nantilde. Apoi, el o ia ca concubină pe Ragnetrude, care naște un copil numit Sigebert.

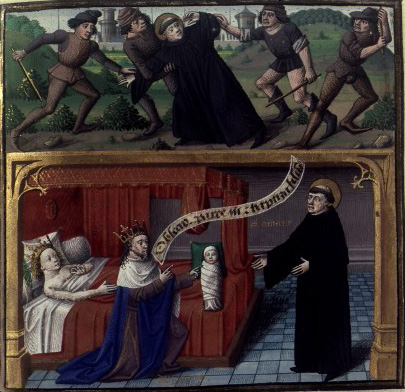
Sfântul Amand și Dagobert I. Vincentius Bellovacensis, speculum historiale (traducere de Jean De Vignay), 1463. Paris.

În decembrie 630 sau ianuarie 631, Dagobert devine nașul lui Chilpéric, noul născut al lui Caribert al II-lea și al Fulbertei. Caribert este bolnav de dizenterie sau tuberculoză, ceea ce provoacă tulburări cauzate de domnii din Aquitania, precum și o teamă de rebeliune vasconă sau de ofensivă vizigotă.
În 631, însoțit la Orléans de către Pépin de Landen, fiul său Sigebert este botezat de către episcopul Amand și de Caribert al II-lea. El semnează un tratat de "Pace Perpetuă" cu împăratul bizantin Heraclius I. La sfatul acestuia, el botează toți evreii din regatul său.
Venedii sau Wendii, o etnie slavă, care probabil ar fi atacat o caravană de negustori franci, provoacă un conflict diplomatic între Dagobert și Samo, regele venedilor. Francii din Austrasia se unesc cu longobarzii și alemanii pentru a înfrânge venedii. În bătălie, care are loc la Wogastisburg (posibil Kaaden-sur-l'Oder, și mai degrabă Kadaň pe Eger), austrasienii sunt învinși. Această înfrângere este atribuită lipsei de motivație, datorată unei politici pro-neustriene și faptului că „se simțeau urâți de Dagobert și continuu jefuiți de el”.
În martie 631, Sisenand, aristocrat vizigot, solicită sprijinul lui Dagobert pentru a înlătura pe rivalul său, Suintila. Dagobert mobilizează trupe în Burgundia și trimite pe ducii Abondance și Vénérande care avansează până la Zaragoza. Sisenand urcă pe tron și oferă trimișilor lui Dagobert 200.000 bani de aur, care ajung la abația Saint-Denis.
În ianuarie 632, Caribert al II-lea moare. Voința de autonomie în Aquitania este zdruncinată de moartea regelui. Se hotărăște că ducele Egina și episcopul de Toulouse vor asigura guvernarea Aquitaniei, însoțiți de episcopul Didier de Cahors, care va oferi sfaturi în caz de probleme, pe durata minorității lui Chilpéric. Cu toate acestea, acesta din urmă moare la scurt timp după, poate asasinat la ordinul lui Dagobert. La 8 aprilie 632, Dagobert recuperează Aquitania, reconstituind astfel regatul franc așa cum era în timpul domniei tatălui său. De atunci, el decide să părăsească Austrasia și să facă din Paris capitala, datorită poziției sale geografice în centrul regatului.
Dagobert se desparte apoi de Pepin de Landen, încercând să-și recupereze o parte din puterea pe care tatăl său o lăsase să alunece către primarii palatului. Alege apoi consilieri excelenți, precum cancelarul Didier, referendarul (păzitorul sigiliului regal) Dadon (canonizat sub numele de Sfântul Ouen) și aurarul Eligius (viitorul Sfânt Éloi). Cu ajutorul lor, se ocupă în principal de afacerile interne ale marelui regat al francilor, iar domnia sa constituie o pauză fericită în anarhia merovingiană și aduce o pace relativă, datorită dorinței sale de a unifica guvernarea țării. De fapt, el este ultimul rege merovingian care să conducă personal Imperiul Franc. Întreprinde o serie de reforme esențiale:
- Luptă împotriva revendicărilor autonomiste ale anumitor părți ale nobilimii și, continuând opera începută de Clotaire al II-lea, reușește să elimine practica succesiunii cunoscute sub numele de "patrimonialitate", care a fost, din cauza dezacordurilor la împărțire, generator de numeroase conflicte.
- Reușește, de asemenea, să reorganizeze administrația și justiția regatului, și, la sugestia fostului aurar Éloi, inițiază eliminarea fraudei monetare, centralizând la palat baterea monedei.

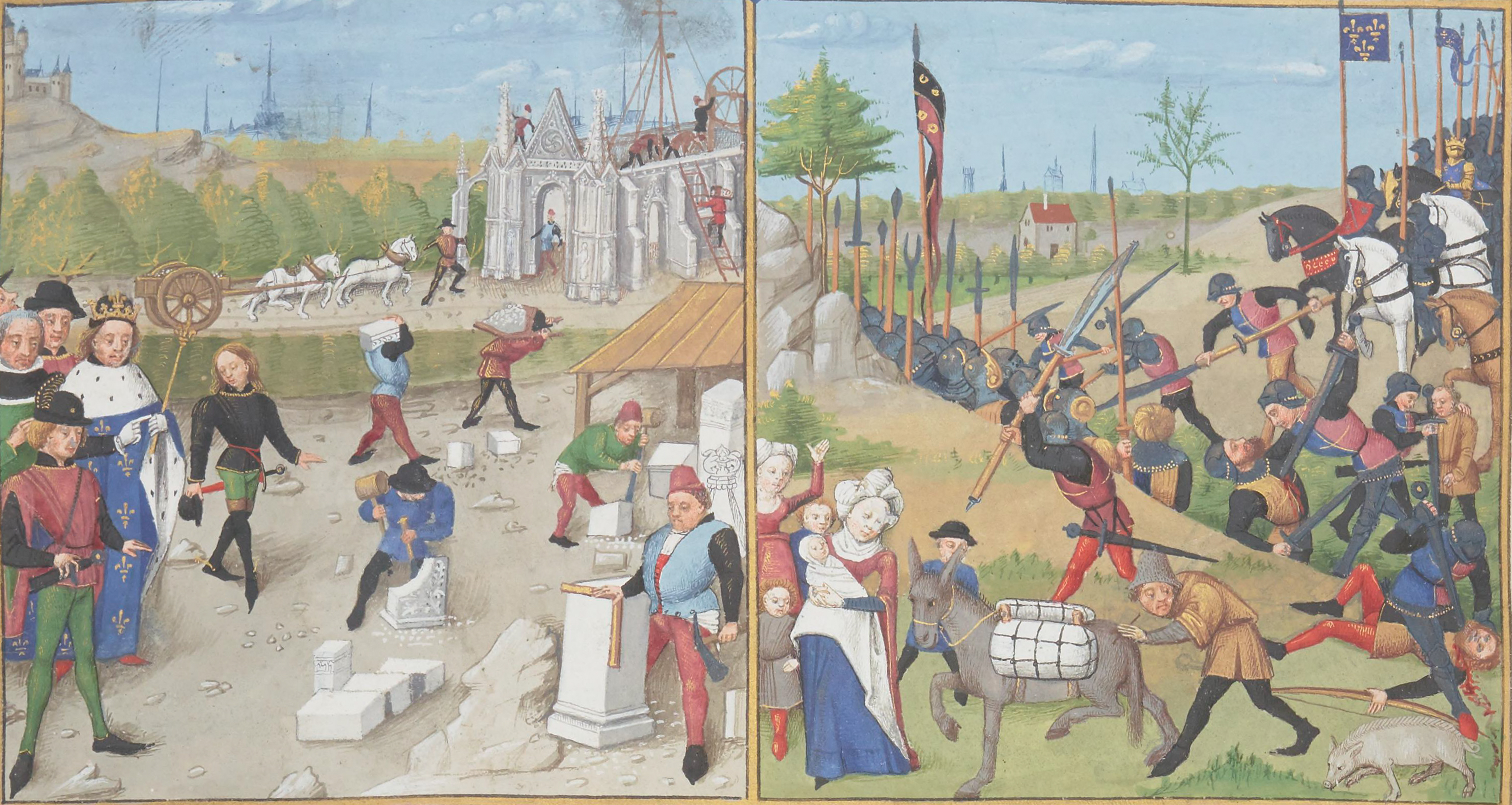
Construcția Saint-Denis.. Campania lui Dagobert I în Poitou. Robinet Testard, Poitiers secolul al XV-lea. Marile Cronici ale Franței. Biblioteca Națională a Franței.

- De asemenea, dezvoltă educația și artele și face numeroase donații importante către cler (consolidează, printre altele, abația Saint-Denis, care îi va găzdui mormântul câțiva ani mai târziu): îi acordă dreptul de a organiza o târg anual la Saint-Denis, începând cu 9 octombrie, ziua Sfântului Denis, unde clerul poate desfășura comerț și poate percepe taxe în locul puterii regale[57]. Ajută pe Éloi în fondarea mănăstirii Solignac, lângă Limoges, și a celei a Sfântului Martial, pe insula Cité din Paris[67]. Acordă privilegii de imunitate lui Dadon, sprijină mănăstirea Rebais și îl alege pe Didier ca episcop al Cahorsului.

La nivel politic, Dagobert dezvoltă relațiile diplomatice cu țările vecine: semnează un acord în 633 cu saxonii pentru a-i ajuta să-și protejeze frontierele de slavii lui Samo. Saxonii propun lui Dagobert să protejeze regatul în schimbul renunțării la tributul lor de cinci sute de vaci. De asemenea, conduce campanii militare, în special împotriva vasconilor (638), bretonilor și, mai ales, a slavilor care îi rezistă în 632.
În 634, nobilimea din Austrasia se revoltă. Pentru a calma spiritele, Dagobert este silit să abandoneze regatul Austrasiei în favoarea fiului său, Sigebert al III-lea, care are doar doi ani (reusind totuși să împiedice de data aceasta pe Pepin de Landen să ocupe postul de majordom al palatului). Îi numește tutore pe episcopul de Köln și pe ducele Andalgésil.
În 635, Dagobert are cu Nanthilde un fiu pe nume Clovis. Apoi, nobilii din Neustria revendică atașarea lor la Burgundia; ei cer și obțin ca Dagobert să unească cele două regiuni și să-l plaseze pe fiul său, Clovis al II-lea, la conducerea acestui nou regat.
A fost încheiat un tratat cu Sigebert, conform căruia la moartea lui Dagobert, Neustria și Burgundia vor reveni lui Clovis, în timp ce Austrasia va rămâne în posesia lui Sigebert și a urmașilor săi.
În 637, izbucnește o revoltă a vasconilor. O armată este trimisă din Burgundia, condusă de Chadoinde și zece duci, care devastază văile lor. La întoarcere, un duce este prins în valea Soule și trupa sa este învinsă.

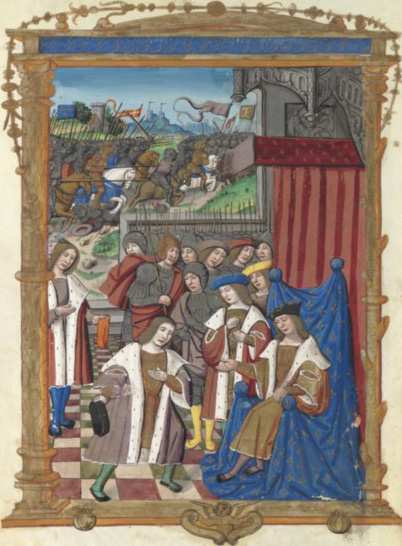
Omagiul Sfântului Judicaël lui Dagobert I et Bătălia dintre Dagobert I și vasconi.. Guillaume Dubois, Cronici franceze, secolul al XVI-lea, Rouen, Biblioteca Națională a Franței.

La moartea, în 612, a ducelui de Dumnonia, Hoël al III-lea, care deținea și titlul de rege al bretonilor, cei doi fii ai săi, Judicaël și Gazlun, sunt desemnați să guverneze împreună. Cu toate acestea, Gazlun refuză să împartă puterea și încearcă să obțină titlul de rege. După o bătălie, Gazlun, cu sprijinul ducelui-rege al Bro-Waroch, îl învinge pe Judicaël și pe susținătorii săi cornouaillais. Acesta din urmă se retrage în viața monahală la mănăstirea Saint-Méen-de-Ghé. Gazlun îi înlătură pe partizanii fratelui său, îi închide pe unii în închisoare, îi plasează pe alții în rezidență forțată și devastează domenii și șantiere de construcții. Încearcă chiar să impună cultul sfinților la alegerea sa. Din teama că haosul său ar putea depăși regatul francilor, orașele Nantes și Rennes, care au fost devastate, sunt întărite. Pentru a afla ce se întâmplă, un notabil este trimis la Gazlun, care moare la sfârșitul anului 632.
O delegație bretonă se deplasează la mănăstirea Saint-Méen-de-Ghé pentru a-l îndemna pe Judicaël să devină rege. Acesta a dezvoltat o afinitate pentru viața monahală și preferă ca fiul său de doisprezece ani, Alaüs, să-i ia locul. Delegația îi cere să domnească cel puțin până la majoratul fiului său. În cele din urmă, Judicaël acceptă să devină duce de Dumnonia. Știrile din Bretania ajung greu la curtea lui Dagobert, care decide să călătorească în Poitou, Orléanais, Touraine și Maine pentru a-și îmbogăți informațiile. El se întâlnește, probabil, cu Berthilde într-o mare proprietate din apropierea Orléans-ului. Află despre moartea lui Gazlun și preluarea puterii în Bretania de către Judicaël. Eloi este însărcinat să obțină supunerea lui Judicaël și reparația tuturor prejudiciilor suferite de leudesii săi. În absența lui Eloi, ducele Ega își asumă funcția în guvern. Eloi se instalează apoi în palatul guvernatorului din Vannes. Cu ajutorul clericilor care îl însoțesc și care se deplasează în Bro-Waroch, Cornouaille și Dumnonia, el află că Judicaël nu a cerut audiență lui Dagobert pentru a se dedica reabilitării Bretaniei, după tulburările cauzate de Gazlun. Ofițerii laici ai delegației lui Eloi află că leudesii au fost eliberați și despăgubiți. Eloi se întâlnește cu abatele mănăstirii Saint-Méen-de-Ghé pentru a stabili un acord în vederea întâlnirii dintre Judicaël și Dagobert. O ambasadă este apoi primită la palatul episcopului din Vannes, unde Eloi îi primește pe laici și pe cleric. Ei sunt întrebați dacă pot exprima "intențiile regelui Judicaël", iar acesta care face parte din grup răspunde "Sunt Judicaël și nu sunt rege". După această delegație, au loc mai multe negocieri, uneori la Vannes, alteori la Saint-Méen-de-Ghé. Judicaël explică că a acceptat titlul de duce al Domnonée, pe care tatăl său i l-a atribuit lui și fratelui său, dar refuză orice titlu regal. El adaugă că toți domnii bretoni recunosc suzeranitatea lui Dagobert, că nu și-a încălcat niciodată cuvântul și refuză să se supună, ceea ce ar însemna să recunoască o vină pe care nu a comis-o. Judicaël reproșează francilor indiferența lor și faptul că nu au intervenit împotriva lui Gazlun, la care Eloi răspunde că situația bretonă este prost înțeleasă de curtea francilor și că trimiterea unui legat la Gazlun înseamnă recunoașterea puterii sale. Insistența lui Eloi pentru ca Judicaël să se întâlnească cu regele franc este sortită eșecului, Judicaël afirmând că „Nu sunt decât un duce, nu un rege. Nu am niciun motiv să cer o favoare specială și niciun motiv să repet un act de supunere la care țara mea este fidelă”. Cu toate acestea, el acceptă să fie primit de un reprezentant înalt al regelui, ca orice alt duce, în loc să ia masa cu Dagobert. Eloi acceptă să-l facă primit de referendarul Dadon. Judicaël acordă o audiență reprezentanților Cornouaille și Bro-Waroch, care îl salută ca pe un rege, pentru a-și exprima loialitatea față de regele francilor. Judicaël se întâlnește apoi cu Dadon la Creil timp de două zile, în calitate de duce al bretonilor. Acesta înregistrează declarațiile și reînnoiește prietenia și sprijinul regelui. În ziua plecării lui Judicaël, când vine să-și anunțe gazda, Dagobert apare în spatele unui perete desfăcut și îi dă îmbrățișarea duhovnicească dușmanului său, apoi se retrage. La sfârșitul anului 634, Judicaël își cedează locul fiului său Alaüs (Alain II), care va fi tratat ca suveran al întregii Bretanii, pentru a se retrage la mănăstirea Saint-Méen-de-Ghé. Această relație între Bretania și regatul francilor permite consolidarea legăturilor dintre domnii bretoni care pot deveni leudes ai regelui francilor și ceilalți leudes. În plus, francii bogați se pot stabili în Bretania și pot contribui la prosperitatea regiunii. Se stabilesc relații comerciale, în special cu dezvoltarea manufacturilor de pânză din Vitré și Locronan, a salinelor din Guérande și Bourgneuf-en-Retz. Prin intermediul transportului rapid, denumit cache-marée, Bretania aprovizionează mari orașe precum Parisul cu pește proaspăt. Marile orașe bretonne se dezvoltă: Brest devine un centru de construcție navală și port comercial. Le Mans devine un centru de schimb între Bretania și Neustria, iar populația bretonă se stabilește în zona Alençon și în vestul Sarthe.
De asemenea, aristocrația vasconă se supune la Clichy.

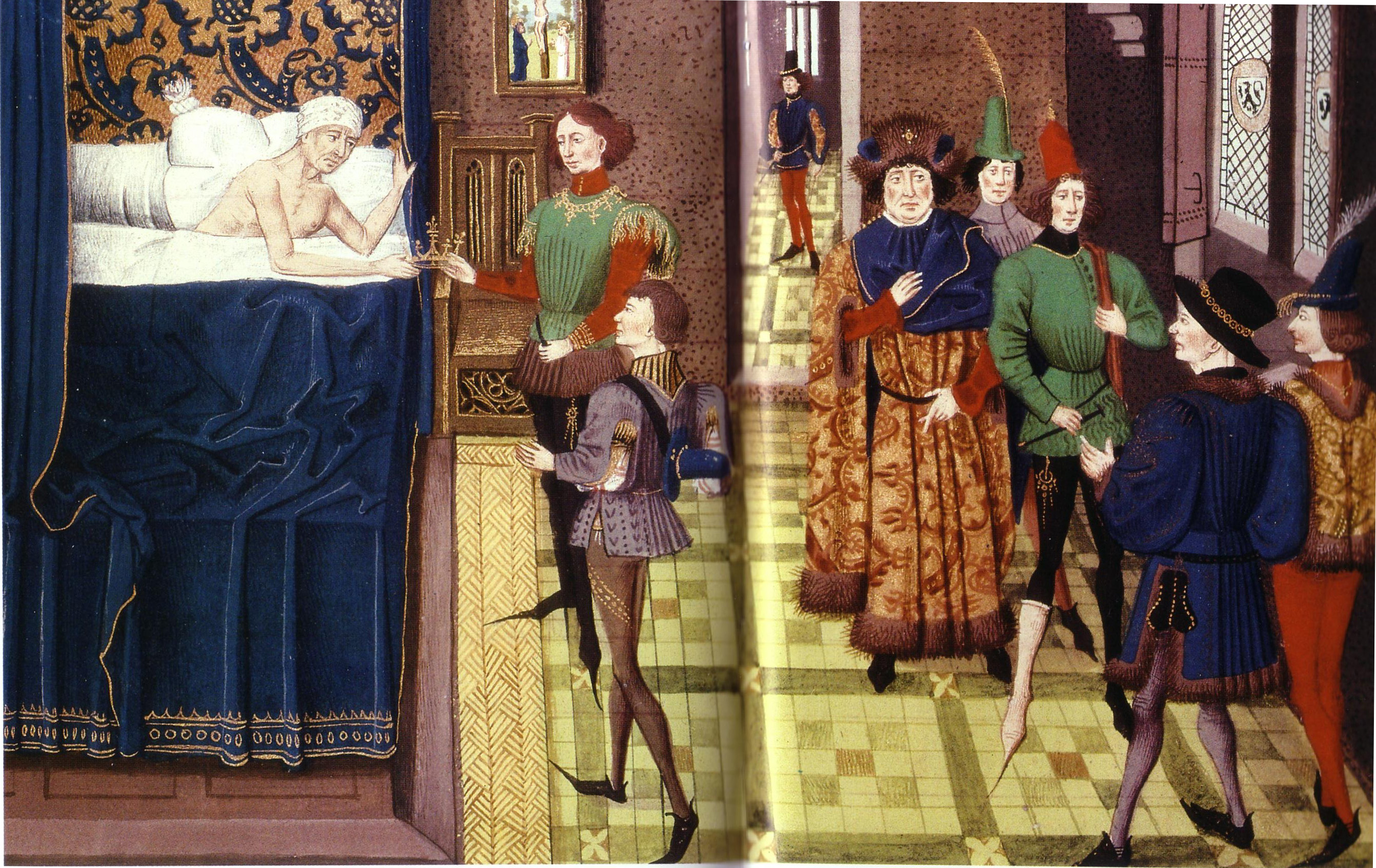
Moartea lui Dagobert (639). Cronica împăraților, secolul al XV-lea, Paris, biblioteca Arsenal.

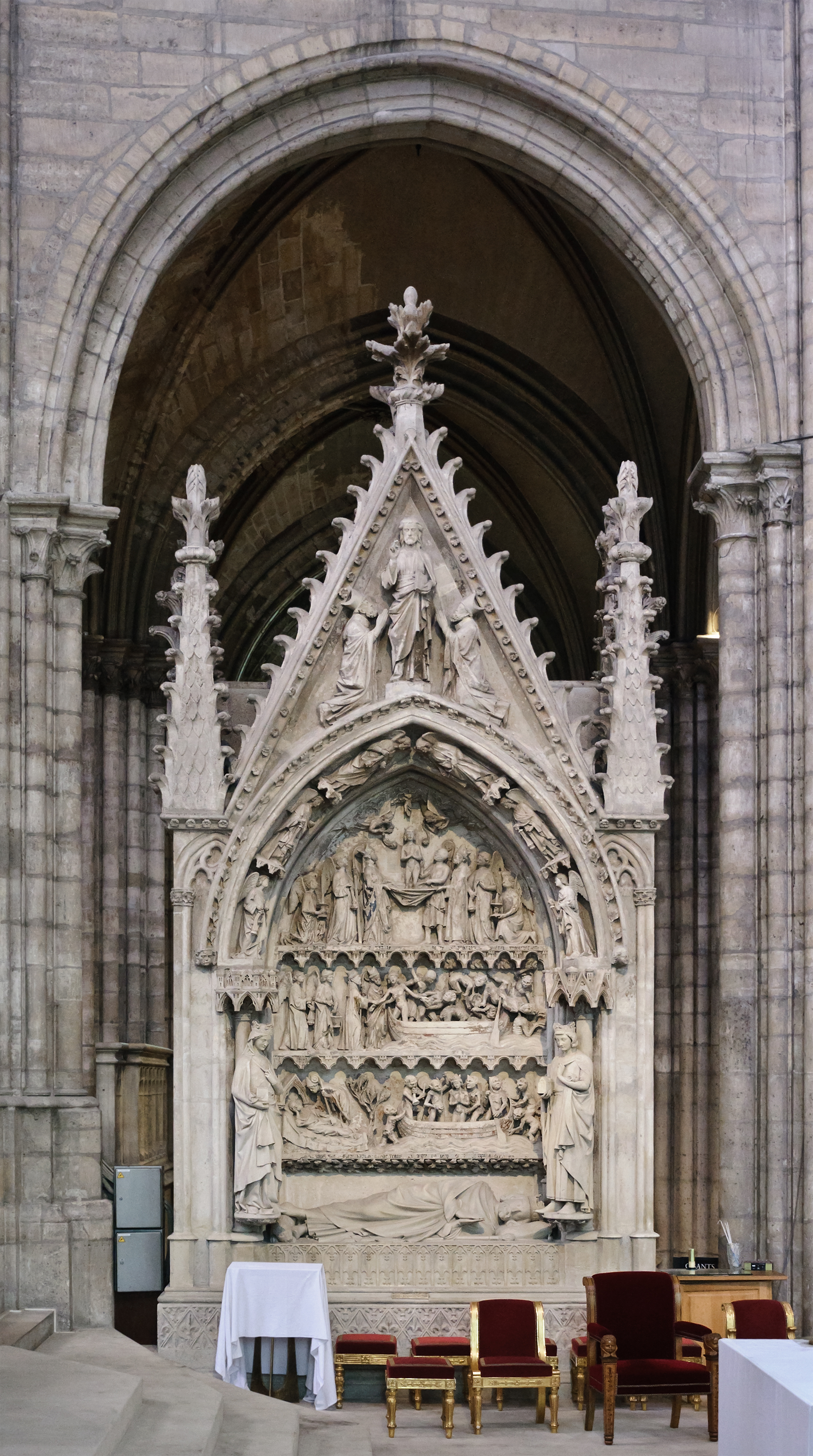
Mormântul lui Dagobert I în bazilica Saint-Denis, secolul al XIII-lea.

En 638 sau 639, Dagobert se îmbolnăvește de dizenterie la Épinay-sur-Seine. El îl recomandă pe regina Nanthilde și pe fiul său Clovis majordomului palatului din Neustria, Aega. El moare câteva zile mai târziu la Braine, la 19 ianuarie, la vârsta de 36 de ani.

### Moștenire
La moartea sa a lăsat doi moștenitori foarte tineri: Sigebert avea opt ani, iar Clovis patru; unitatea de comandă a dispărut și luptele și anarhia au reapărut. Puterea mareșalilor palatului va crește în detrimentul regilor, deoarece aceștia profită de ocazie pentru a manipula tinerii suverani și pentru a prelua definitiv puterea: acesta este începutul epocii care va marca sfârșitul dinastiei merovingiene.

### Mormânt
Înainte de a muri, regele Dagobert a ales să fie înmormântat nu la abația Saint-Germain-des-Prés, așa cum au fost predecesorii săi începând cu Childebert I în 558, ci la noua bazilică Saint-Denis pe care a făcut să fie construită, pe locul unde odihnea deja din 570 Arégonde, străbunica sa și a patra soție a lui Chlothar I. Din Dagobert, ultimul rege unic al regnum Francorum, a rămas mormântul pe care regele Ludovic al IX-lea îl face instalat în secolul al XIII-lea.
În secolul al XIII-lea, călugării de la Saint-Denis au dorit să impună biserica lor ca necropolă regală și să aducă omagiu regelui Dagobert prin realizarea pentru trupul său a unui mormânt excepțional adoptând forma unei nișe cu fronton înalt, cu fundul tratat ca un timpan. Dar reputația sulfuroasă a bunului rege i-a făcut să tremure. Așadar, ei au imaginat o sculptură puțin ambiguă și care se citește în piatră ca o bandă desenată. Regele este reprezentat întins pe o parte, cu mâinile împreunate, privind spre mormântul celor trei martiri, patronii săi, pe un pat înconjurat de două statui (Nanthilde, soția sa, și Clovis al II-lea, fiul său, ținând planul în relief al bisericii). Aceste statui și figura întinsă sunt restaurări realizate de Viollet-le-Duc.
Registrele timpanului reconstituie călătoria postumă a regelui trecut dincolo de mormânt: în primul registru, în timp ce Dagobert își dă ultima suflare, un pios călugăr reprezentat întins are o viziune în somn și vede o armată de spirite malefice care-l duc pe Dagobert, legat și bătut, într-o barcă prin marea spre regiunile infernale. Sufletul regelui, reprezentat sub forma unui copil gol și încoronat, este dus în Infern de ghearele demonilor. În al doilea registru, Sfântul Denis, Sfântul Martin (care lovește cu bâta pe demoni) și Sfântul Maurice îl eliberează pe acest suflet, îl prezintă în Rai și îi permit să intre în Paradis. Mesajul este clar: Dagobert ar fi meritat Infernul, dar intervenția sfinților i-a deschis miraculos porțile unei eternități fericite reprezentate pe registru superior.

### Comori și monede atribuite lui Dagobert

#### Regalia

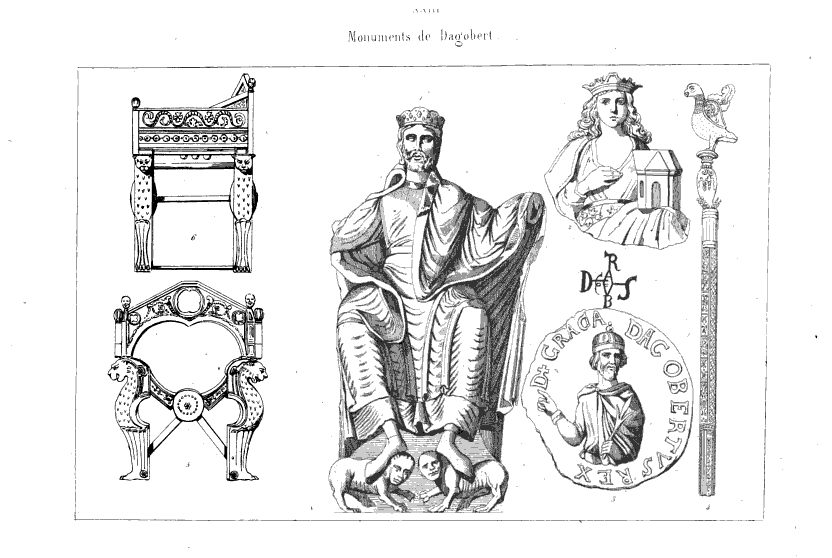
Planșa XXIII (Monumentele lui Dagobert) din lucrarea France historique et monumentale de Abel Hugo (1837)
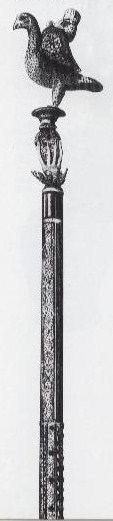
Sceptrul lui Dagobert.
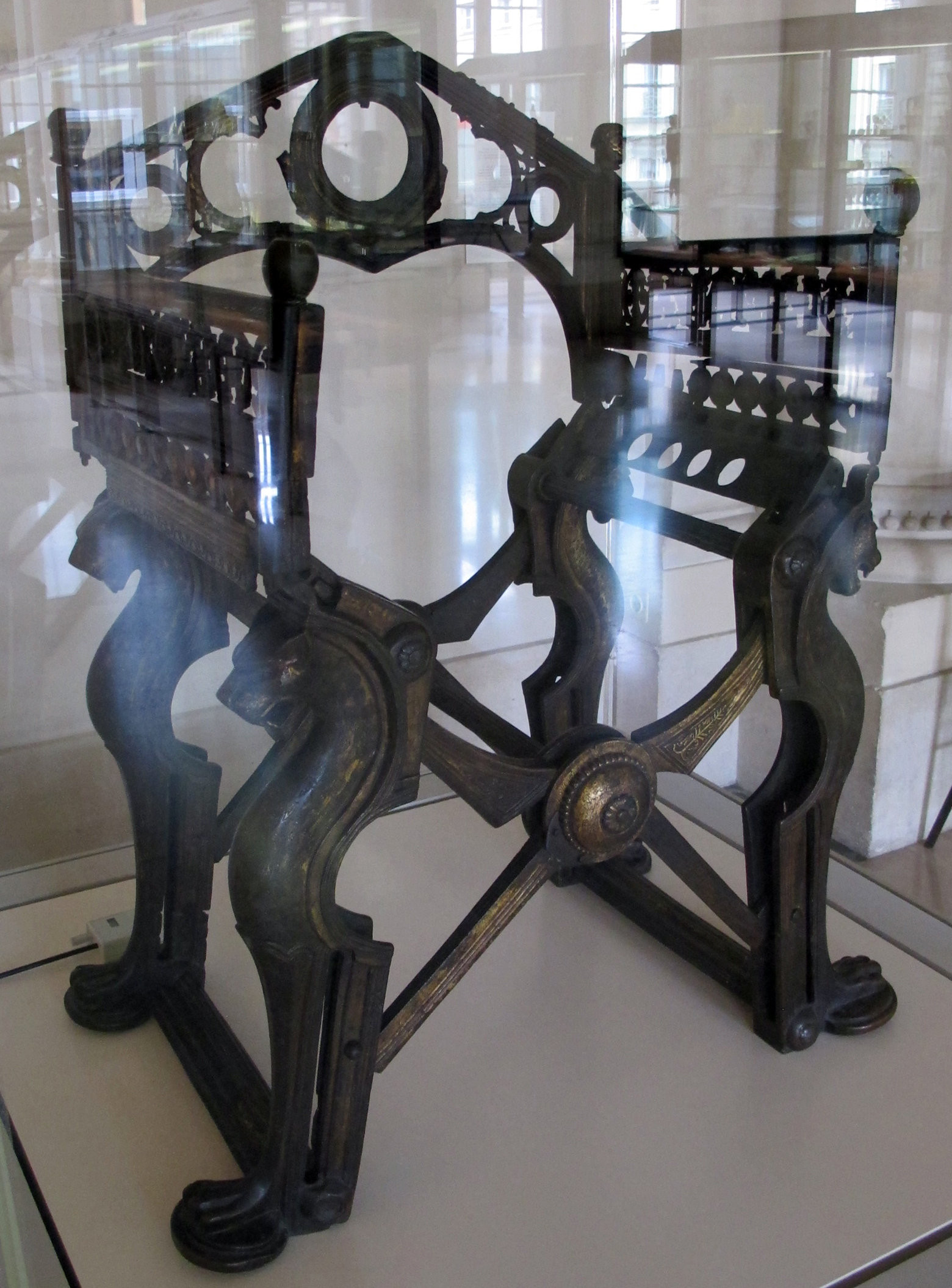
Tronul lui Dagobert.

#### Monede

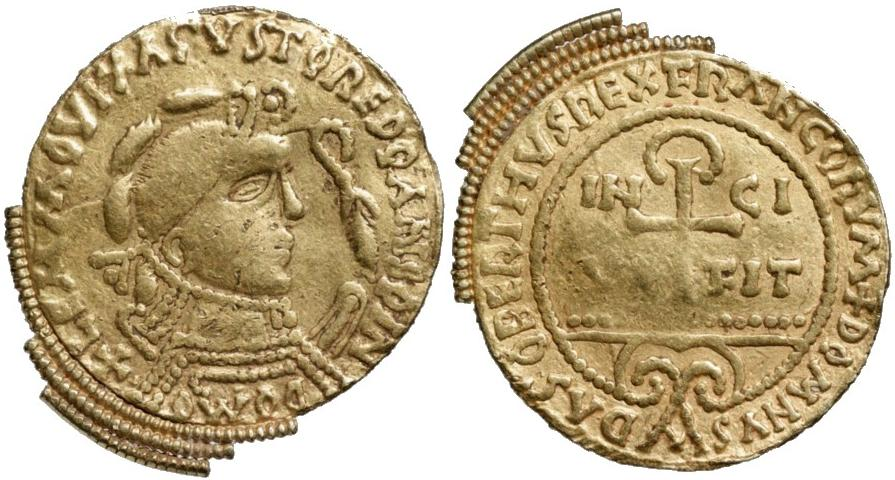
O medalie bătută la Limoges în onoarea lui Dagobert I.
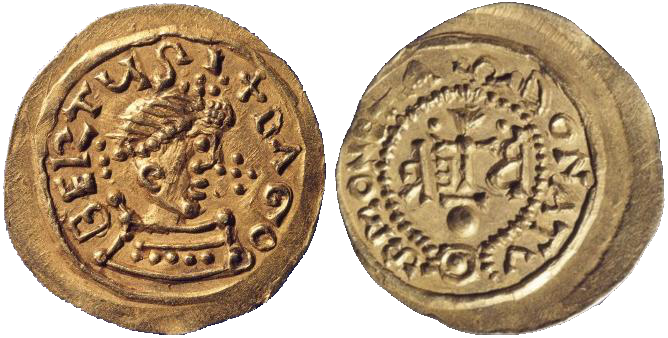
Treime de ban cu effigia lui Dagobert I.
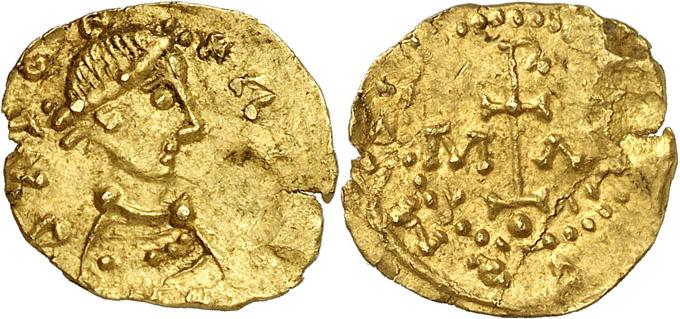
Treime de ban de 7 Siliqua emis în numele lui Dagobert I.

## Memoria lui Dagobert

### Povești din viața lui Dagobert

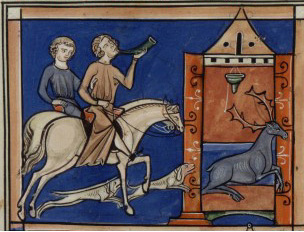
Dagobert I vânând căprioare. Viața Sfântului Denis, secolul al XIII-lea, Paris. Biblioteca Națională a Franței.

Pe când era adolescent, Dagobert s-a dus la vânătoare de cerbi. Câinii săi au urmărit unul care s-a refugiat într-o capelă construită la Catulliacum, deasupra mormântului sfinților Denis, Rustic și Eleuther, episcopi de Paris. Un miracol i-a împiedicat pe câini să intre, impresionându-l pe Dagobert, care a avut o mare venerație pentru sfinți.
Vânând un cerb cu sfântul Ouen în pădurea Cuise, Dagobert a văzut în aer o cruce strălucitoare de alb. Sfântul Ouen a decis să construiască o biserică în acest loc, care a devenit prioria de la Lacroix.
Puțin timp după ce a intrat în Metz pentru a exercita delegația de autoritate a coroanei tatălui său, se spune că Dagobert ar fi primit vizita unui prinț din Arabia atras în teritoriile francilor și ale triburilor germanice de perspectivele de schimb comercial. Acest prinț l-ar fi avertizat despre fuga lui Mahomed, hegira, și retragerea sa la Medina.
Notburge, fiica lui Dagobert, a fost propusă în căsătorie de către tatăl ei, care se afla în valea râului Neckar, aproape de regatul Wendilor, regelui Samo. Îngrozită de o căsătorie păgână, Notburge s-a refugiat într-o peșteră de cealaltă parte a râului. Irritat, regele a găsit-o și a apucat-o de braț, care i-a rămas în mână. Revenindu-și, Notburge "a auzit zgomotul unei ființe care se târăște, un șarpe s-a apropiat și a umplut-o de spaimă. Cu toate acestea, uitându-se la reptil, i-a văzut capul încoronat, o iarbă în gură și fixându-și privirea asupra rănii. Șarpe divin, rană vindecată". Pioasă, Notburge a obținut convertirea locuitorilor din zonă. Peștera a devenit un loc de pelerinaj, iar pe mormântul ei la Hochhausen s-a ridicat o biserică. A fost sanctificată ca sfânta Notburge.

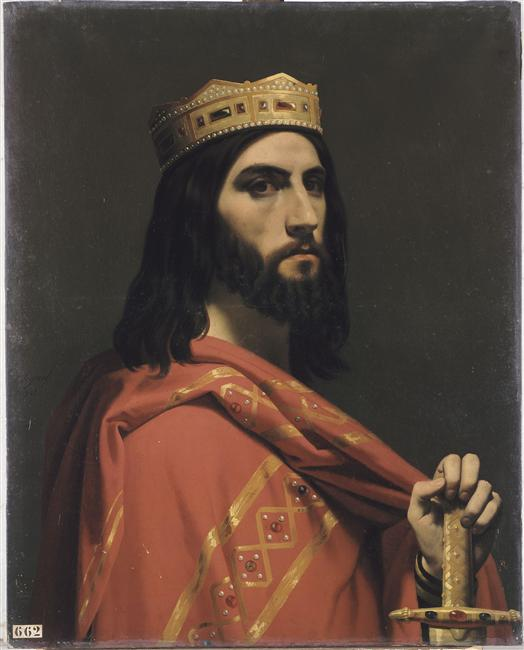
Dagobert I, rege al Austrasiei, Neustriei și Burgundiei, (mort în 638) imaginat de Émile Signol (1804-1892). Pictură păstrată la muzeul național al castelului Trianons din Versailles.

Dagobert a căzut bolnav de o febră pe care medicii nu știau să o vindece. După șase luni, tatăl său a trimis în Sarthe la Sfântul Longis, fondatorul mănăstirii cu același nume, "un caliciu și o patenă din argint, pe care le putem vedea și astăzi în această mănăstire. Mesagerul care se îndrepta acolo nu ajunsese încă la jumătatea drumului când febra l-a părăsit pe prinț."
Dagobert a avut lepră. El și-a încredințat regatul fiului său și a plecat în pelerinaj împreună cu soția sa. În Alsacia, s-au stabilit la Atenborg. În timpul unei vânători, regele s-a întins pe o pajiște înflorită pentru a dormi. La trezire, contactul pielii sale cu roua a vindecat o parte a corpului său. La sugestia soției sale, s-a scufundat complet și s-a vindecat. "Regele a mulțumit cu pietate lui Dumnezeu și a spus cu bucurie: Este sigur că aici sunt sfinți, sau că acest loc însuși este sfințit. Așadar, vreau ca acest loc să fie numit de acum înainte Locul Sfânt sau Locul Sfinților" (Heiligenstadt). Sfinții erau martirii Aureus și Justin, iar o biserică a fost construită în onoarea lor.
Sora lui Dagobert, Énimie, a fost oferită în căsătorie. Cu toate acestea, ea era dedicată lui Hristos. Ea a cerut Domnului să împiedice asta și a fost lovită de lepră. O viziune i-a poruncit să plece să se vindece la fântâna de la Burle, în Gévaudan. Astfel, ea a fost vindecată. Revenind în regatul franc, lepra a lovit din nou. Ea s-a întors la Burle și a înțeles că trebuie să rămână în Gévaudan. Acolo a făcut mari minuni, precum sfântul Romain, a distrus Dracul, fiind însoțită pretutindeni de fiica sa de botez, de asemenea numită Énimie. Ele au murit aproape în același timp și au fost îngropate una peste alta, astfel încât doar mormântul nașei, aflat în partea de sus, să poarte mențiunea lui Énimie. „Dagobert s-a dus chiar în Gévaudan, explorându-l cu zel pentru a găsi locul unde era înmormântată corpul surorii sale binecuvântate, Énimie, atât de mult își dorea să o ducă în țara sa, pentru a o glorifica cu nenumărate laude și pentru a-i aduce onorurile cuvenite.” Dar, înșelat de aranjarea mormintelor, el a luat-o pe Énimie cea tânără. Astfel, relicvele sfintei au rămas în abația sa.

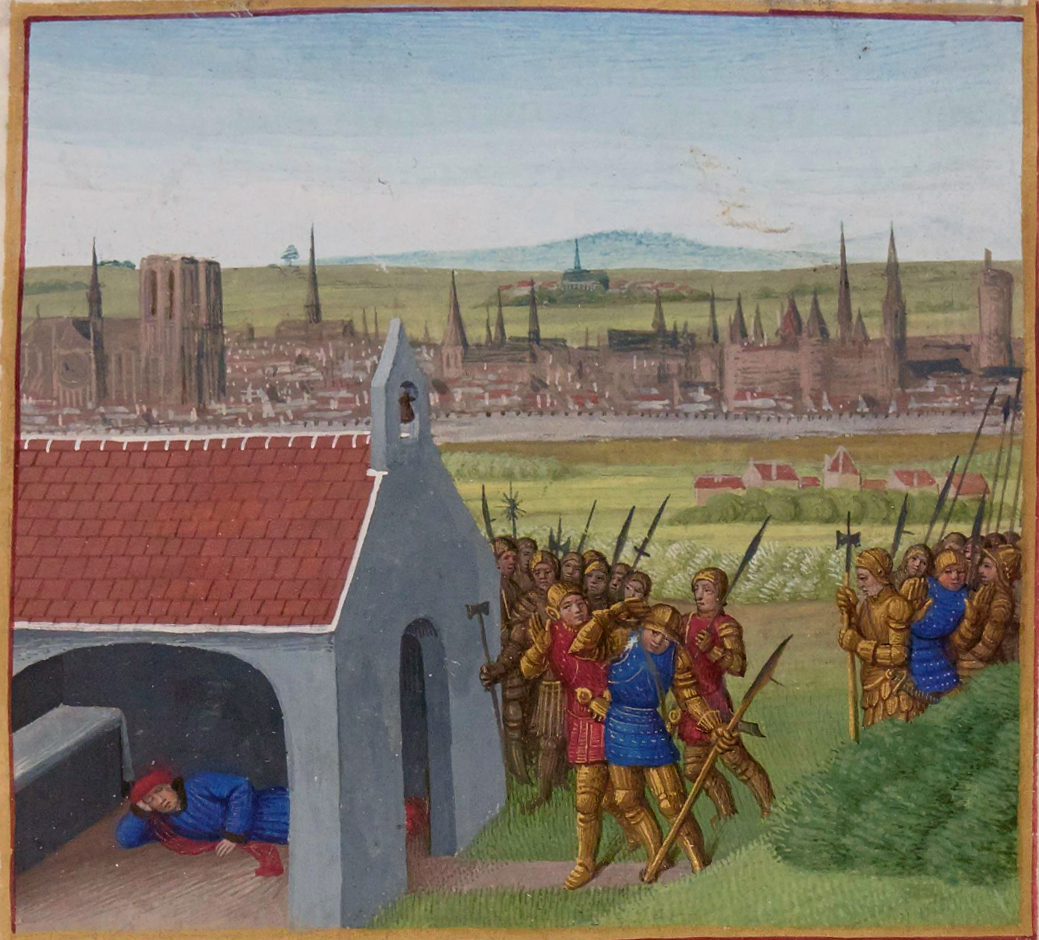
Dagobert I, refugiat la Saint-Denis. Anluminură din Grandes Chroniques de France de Jean Fouquet, Tours, (în jurul anilor 1455-1460).

Când Dagobert l-a invitat pe Sadragésile la masa sa, în absența lui Clotaire al II-lea, acesta a refuzat să bea de trei ori cu Dagobert și a fost nepoliticos. Dagobert l-a umilit, ordonând să-i fie tăiată barba și fiind bătut cu vergi. Când Clotaire al II-lea s-a întors, ministru său i-a relatat întâmplările. Regele l-a amenințat pe fiul său, care s-a refugiat în capela Sfântului Denis, unde oamenii săi nu au putut intra. În timpul captivității, Dagobert a avut un vis în care sfinții i s-au arătat. Dagobert s-a angajat să îi cinstească în schimbul protecției lor. Clotaire al II-lea s-a închinat în fața puterii sfinților și s-a împăcat cu fiul său. În plus, el a oferit donații la mormântul sfinților.
Dagobert, "având adunat o armată cât de mare a putut, a trecut Rinul personal și nu a ezitat să atace saxonii." În timpul bătăliei, Dagobert a fost rănit la cap și tatăl său a venit în ajutorul său. Ei au luptat "lăsând în viață niciun om a cărui înălțime să depășească lungimea săbiei sale." Se spune că după moartea tatălui său, Dagobert ar fi reconstruit biserica Saint-Denis ca mulțumire pentru protecția sfinților.